# Équipe cycliste Paykan
L'équipe cycliste Paykan est une équipe cycliste iranienne créée en 2005 participant aux circuits continentaux de cyclisme et en particulier l'UCI Asia Tour. Première équipe iranienne de cyclisme affiliée à l'UCI, aucun de leurs coureurs n'était membre d'une équipe affiliée à l'UCI en 2004, elle a disparu l'année même de sa création, malgré de bons résultats. Les équipes iraniennes créées par la suite (comme Tabriz Petrochemical et Islamic Azad Univercity) et se sont avérées plus durables.

## Championnats nationaux
- Championnats d'Iran : 2
  - Course en ligne : 2005 (Mahdi Sohrabi)
  - Contre-la-montre : 2005 (Mahdi Sohrabi)

## Classements UCI
L'équipe participe aux épreuves des circuits continentaux et principalement les courses du calendrier de l'UCI Asia Tour. Les tableaux ci-dessous présente les classements de l'équipe sur les circuits, ainsi que son meilleur coureur au classement individuel
UCI Asia Tour
| Saison | Classement par équipes | Meilleur coureur au classement individuel |
| ------ | ---------------------- | ----------------------------------------- |
| 2005   | 4e                     | Mahdi Sohrabi (7e)                        |

## Paykan en 2005

### Effectif
| Cycliste            | Date de naissance | Nationalité | Équipe 2004 |
| ------------------- | ----------------- | ----------- | ----------- |
| Mohammad Ehsani     | 09.07.1980        | Iran        |             |
| Alireza Haghi       | 08.02.1979        | Iran        |             |
| Seyed Javad Mousavi | 30.05.1980        | Iran        |             |
| Vahid Norouzi       | 26.05.1985        | Iran        |             |
| Mohammad Rajablou   | 06.04.1985        | Iran        |             |
| Abbas Saeidi Tanha  | 05.01.1981        | Iran        |             |
| Mahdi Sohrabi       | 12.10.1981        | Iran        |             |
| Amir Zargari        | 31.07.1980        | Iran        |             |

### Victoires
| Date       | Course                                 | Pays | Classe | Vainqueur          |
| ---------- | -------------------------------------- | ---- | ------ | ------------------ |
| 17/04/2005 | 4e étape du Kerman Tour                | Iran | 2.2    | Mahdi Sohrabi      |
| 26/05/2005 | 4e étape du Tour d'Azerbaïdjan         | Iran | 2.2    | Abbas Saeidi Tanha |
| 28/05/2005 | 6e étape du Tour d'Azerbaïdjan         | Iran | 2.2    | Mahdi Sohrabi      |
| 25/06/2005 | Championnat d'Iran sur route           | Iran | CN     | Mahdi Sohrabi      |
| 26/06/2005 | Championnat d'Iran du contre-la-montre | Iran | CN     | Mahdi Sohrabi      |
| 01/10/2005 | 4e étape du Tour of Milad du Nour      | Iran | 2.2    | Alireza Haghi      |
| 02/10/2005 | 5e étape du Tour of Milad du Nour      | Iran | 2.2    | Mahdi Sohrabi      |